# Cerneava, Volociîsk
Cerneava (în ucraineană Чернява) este localitatea de reședință a comunei Cerneava din raionul Volociîsk, regiunea Hmelnîțkîi, Ucraina.
Localitatea face parte din regiunea istorică Volânia, iar după tratatul de pace de la Riga din 1921 a devenit parte a Uniunii Sovietice.

## Demografie
Componența lingvistică a localității Cerneava
     Ucraineană (99,38%)
     Alte limbi (0,62%)
Conform recensământului din 2001, majoritatea populației localității Cerneava era vorbitoare de ucraineană (99,38%), existând în minoritate și vorbitori de alte limbi.